# Julija Eŭčyk
Julija Jaŭhenaŭna Eŭčyk (in bielorusso Юлія Яўгенаўна Еўчык?; Minsk, 2 gennaio 2001) è una ginnasta bielorussa.

## Carriera

### Junior
Nel 2014 partecipa alla Miss Valentine di Tartu, dove si fa notare a livello internazionale.
Nel 2015 partecipa al Grand Prix di Mosca, dove arriva seconda dietro ad Alina Ermolova. Alla Coppa del Mondo di Lisbona vince l'argento nella gara a team, al cerchio, alla palla e alle clavette.
Nel 2016 vince l'argento nella gara a team al Grand Prix di Mosca. Ai Campionati europei di ginnastica ritmica 2016 di Holon vince l'argento nella gara a team (con Alina Harnas'ko e Julija Isačanka) e nella finale alla fune, dietro ad Alina Ermolova e davanti ad Alexandra Agiurgiuculese.

### Senior
Nel 2017 arriva terza al Baltic Hoop di Riga. Vince l'oro al cerchio e l'argento alle clavette. Alla Marina Lobatch Cup di Minsk arriva prima. Alla Coppa del mondo di Tashkent arriva tredicesima nell'all-around e settima al nastro. Al Torneo Internazionale di Corbeil-Essonnes arriva quarta nell'all-around e terza nelle finali di cerchio, clavette e nastro. Alla Coppa del Mondo di Guadalajara arriva ottava nell'all-around, quinta alle clavette e terza al nastro. Al Grand Prix di Brno arriva terza. Alla Dalia Kutkaite Cup arriva sesta dietro a Katrin Taseva.
Nel 2018 prende parte al Grand Prix di Kiev, dove arriva sesta nell'all-around, terza con il nastro e quinta al cerchio. Al Grand Prix di Thiais arriva undicesima. Al Torneo Internazionale MTM di Lubiana vince il bronzo all-around, l'oro al cerchio e un altro bronzo al nastro; arriva quinta con le clavette e settima con la palla. Alla Coppa del Mondo di Tashkent arriva settima dietro a Nevjana Vladinova. Al Grand Prix di Holon arriva quinta dietro alla connazionale Kacjaryna Halkina, ottava a palla e cerchio e quarta alle clavette. Ai Mondiali di Sofia arriva sesta nella gara a team (con Kacjaryna Halkina, Anastasija Salos e Julija Isačanka).
Nel 2019 alla World Cup di Tashkent arriva tredicesima nell'all-around. Partecipa alle XXX Universiadi vincendo due argenti al cerchio e alla palla.

## Palmarès

### Europei juniores
| Anno | Città | Risultato | Specialità |
| ---- | ----- | --------- | ---------- |
| 2016 | Holon | Argento   | Cerchio    |
| 2016 | Holon | Argento   | Team       |

### Universiadi
| Anno | Città  | Risultato | Specialità |
| ---- | ------ | --------- | ---------- |
| 2019 | Napoli | Argento   | Cerchio    |
| 2019 | Napoli | Argento   | Palla      |

### Coppa del mondo
| Anno | Città       | Risultato | Specialità |
| ---- | ----------- | --------- | ---------- |
| 2017 | Guadalajara | Bronzo    | Nastro     |